# Norma (Italia)
Norma è un comune italiano di 3 740 abitanti della provincia di Latina nel Lazio che si affaccia sulla pianura pontina. Il comune ospita il suo centro storico panoramico, il museo del cioccolato, il parco archeologico dell'antica Norba.  Dal 2023 è anche una delle "città dell'olio" Italiane.

## Geografia fisica

### Territorio
Il paese sorge sui Monti Lepini sopra una parete rocciosa scoscesa, con la città sviluppatasi attorno, da cui è possibile ammirare l'Agro pontino e soprattutto i Giardini di Ninfa. Le due località che ha sono Ospedaletto e Contrada Carella.

### Clima
Classificazione climatica: zona D, 1828 GR/G

## Storia

### Antichità
Norma, situata sui Monti Lepini, trae le sue origini dall’antica città di Norba. Fondata nel 492 a.C. come colonia romana, Norba era una città fortificata strategicamente posizionata per controllare il territorio circostante e difendersi dalle incursioni dei Volsci. Durante la guerra civile tra Gaio Mario e Lucio Cornelio Silla, Norba si schierò con Gaio Mario. Tuttavia, nel 81 a.C., le truppe di Silla assediarono e distrussero la città. Gli abitanti, per evitare la cattura e la schiavitù, decisero di incendiare la città e suicidarsi in massa.

### Medioevo
Dopo la distruzione di Norba, il sito rimase abbandonato per secoli. Solo nel Medioevo, intorno all’anno 1000, gli abitanti iniziarono a stabilirsi nuovamente nella zona, formando il nucleo dell’attuale Norma. Durante questo periodo, Norma divenne un feudo sotto il controllo di varie famiglie nobiliari, tra cui i Caetani e i Borghese. La posizione elevata della città offriva una difesa naturale, rendendola un luogo sicuro per i suoi abitanti.

### Rinascimento ed età moderna
Nel Rinascimento, Norma continuò a svilupparsi come centro agricolo e commerciale. La città mantenne la sua importanza strategica e fu coinvolta in vari conflitti locali. Durante il periodo dei Borghese (famiglia), Norma vide un periodo di relativa stabilità e crescita economica. Le famiglie nobiliari investirono nella costruzione di edifici religiosi e civili, molti dei quali sono ancora visibili oggi.

### Età contemporanea
Nel XIX secolo, con l'Unità d'Italia, Norma divenne parte del nuovo stato italiano. La città continuò a crescere e modernizzarsi, pur mantenendo le sue tradizioni e il suo patrimonio storico. Durante la seconda guerra mondiale, Norma subì danni significativi a causa dei bombardamenti, ma fu rapidamente ricostruita nel dopoguerra.

## Monumenti e luoghi d'interesse

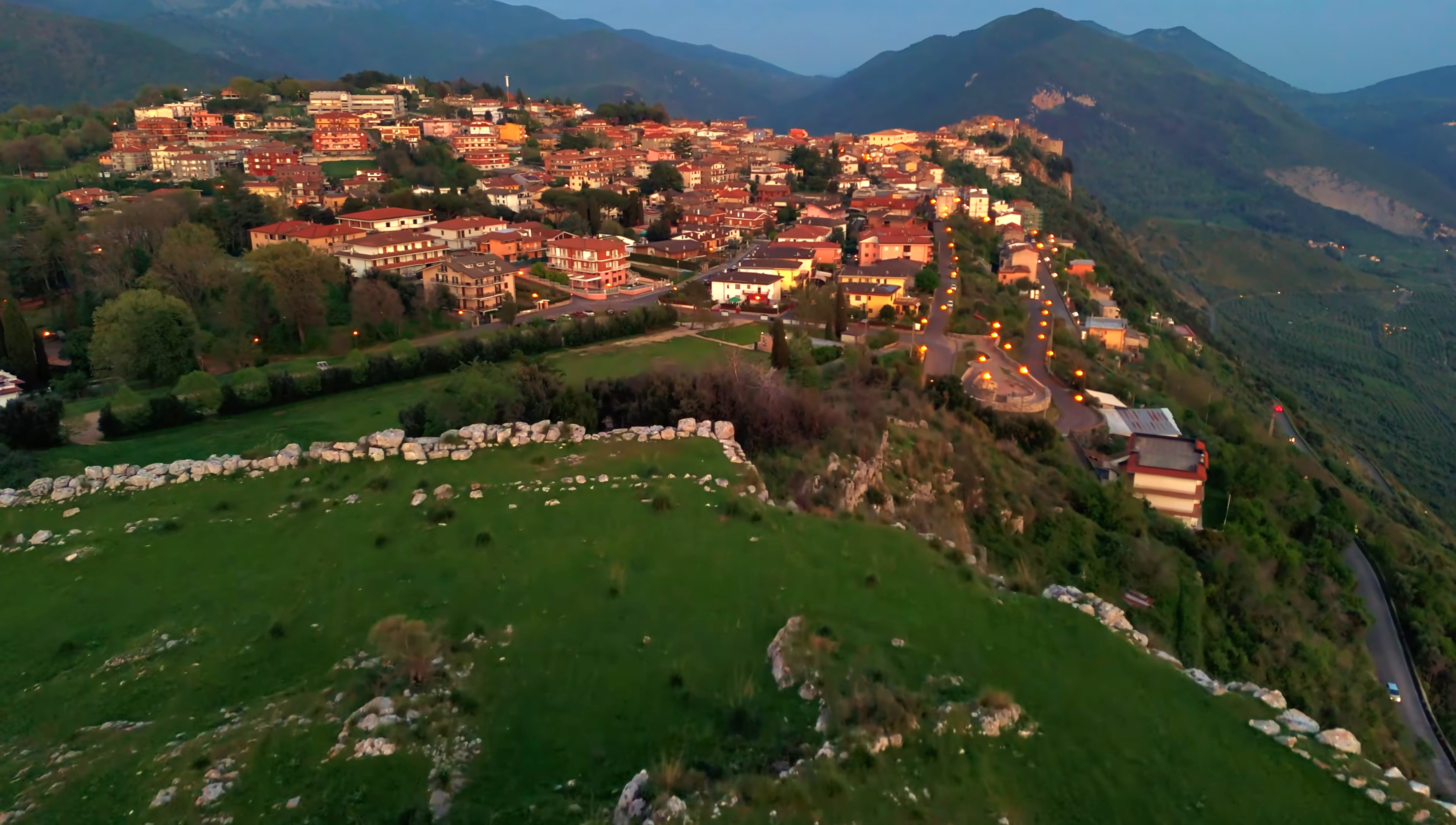
Vista di Norma dal parco archeologico dell'Antica Norba

### Architetture religiose
- Santuario della Madonna del Rifugio.
- Monastero di Santa Maria di Monte Mirteto.
- Cona di Beato Antonio Baldinucci.
- Cona della Madonna di Loreto.
- Cona di Sant'Anna.
- Gesù in croce su Via Norbana.

Inoltre nel centro storico di Norma è possibile trovare numerose caratteristiche religiose tra edicole votive, quadri religiosi e murales.

### Monumenti storici
- Monumento ai caduti in Piazza Roma.
- Fontana storica realizzata nel 1898 in Largo Caio Cestio.
- Monumento ad Annibale Felici nel parco cittadino del paese.
- Mura storiche di Norma nel centro storico del paese.

### Siti archeologici
- Parco archeologico dell'antica Norba.

## Infrastrutture e trasporti

### Strade
- Via Provinciale “Norbana”: conduce a Sud verso la pianura, potendo arrivare a un bivio tra il Giardino di Ninfa, Sermoneta, Bassiano e Cori.
- Via Provinciale “Norma-Cori”: conduce verso Ovest da Norma a Cori.
- Via Provinciale “Ninfina": strada in pianura ma pur sempre nel territorio di Norma, conduce dal bivio sotto Norma al Giardino di Ninfa.

Strade montane e sentieri: portano rispettivamente a Cori, Montelanico e alla pianura.

### Mobilità urbana
Gli autobus Cotral collegano Norma a Latina passando per Sermoneta e Latina Scalo.

### Ferrovie
Dal 1892 al 1957 la ferrovia Velletri-Terracina ha attraversato il territorio comunale, dove c’era la stazione di Norma-Ninfa.

## Società

### Evoluzione demografica
Abitanti censiti

### Etnie e minoranze straniere
Gli stranieri residenti a Norma al 1° gennaio 2023 sono 209 e rappresentano il 5,7% della popolazione residente. Le maggiori nazionalità rappresentate erano:
1. Romania 73,
2. Nigeria 53,
3. Ucraina 17,
4. Polonia 13.
5. Messico 3

### Lingua e dialetto
Oltre all'Italiano, il dialetto di Norma fa parte del gruppo dei dialetti Lepini, una variante del dialetto laziale. Questo dialetto presenta caratteristiche fonetiche e lessicali che lo distinguono dagli altri dialetti della regione, pur mantenendo alcune influenze comuni con il dialetto romano. Nel Medioevo, intorno all’anno 1000, dopo la distruzione di Norba, gli abitanti iniziarono a stabilirsi nuovamente nella zona, formando il nucleo dell’attuale Norma. Durante questo periodo, il dialetto locale iniziò a svilupparsi, influenzato dalle lingue e dai dialetti delle popolazioni circostanti e dalle famiglie nobiliari che controllavano il feudo, tra cui i Caetani e i Borghese. Il dialetto romano moderno, a differenza dell'area dei Castelli Romani, qui non è penetrato affatto, anche se le nuovissime generazioni tendono di più a parlare un "romanesco italianizzato" che il Normiciano vero e proprio.
Nel corso dei secoli, il dialetto di Norma ha continuato a evolversi, mantenendo alcune caratteristiche arcaiche ma integrando anche elementi moderni. Oggi, il dialetto è ancora parlato dagli abitanti più anziani del paese e rappresenta un importante patrimonio culturale e linguistico della comunità. Per arginare la scomparsa del dialetto di Norma sono state promosse varie iniziative: concorsi di poesia dialettale, intitolazione di una "Strada del Dialetto" con tutti i detti popolari messi su cartelli, creazione di un dizionario normiciano – italiano.

### Religione
La maggioranza dei cittadini di Norma professa la religione cattolica: la diocesi dal 1967 è quella di Latina-Terracina-Sezze-Priverno.
Sono presenti le seguenti parrocchie e comunità religiose:
- Chiesa dell'Annunziata.
- Chiesa di San Rocco.
- Chiesa Madonna del Carmine.

### Percorsi religiosi
Attraversata dalla Via Francigena che passa attraverso il centro storico del paese.

## Cultura

### Istruzione
- Complesso Scolastico "Don Mauro Cassoni", in Via dei Colli.
- Scuola primaria "Rosa Maltoni Mussolini", in Largo Caio Cestio.

### Musei
- Il Museo e fabbrica del cioccolato.
- Il Museo civico archeologico "Padre A. G. Saggi".

### Biblioteche e archivi storici
Nel centro storico c'è la Biblioteca Comunale "A. Tomassini" con anche servizio di bookcrossing (che è presente anche nel parco pubblico).

### Officina dell'Arte e dei Mestieri
Nella ex scuola secondaria di primo grado è stata aperta questa struttura per corsi e certificazioni.

### Cucina

#### Prodotti enogastronomici caratteristici
Le pendici di Norma sono ricche di piante di Olea europaea (olivo) e per questo motivo l’olio di oliva rappresenta uno dei prodotti caratteristici della zona di eccellente qualità. Due le aziende del luogo, conosciute anche a livello nazionale, che lavorano olio ed olive.
Piatti tipici
- La “ramiccia” è una pasta all'uovo fatta a mano con una forma molto simile a quella delle fettuccine, ma molto più sottile. Generalmente viene condita con sugo di castrato e pecorino.
- Le olive verdi è un prodotto locale molto apprezzato essendoci molti olivi nel territorio comunale.
- I funghi porcini, che a Norma se ne trovano a bizzeffe a causa del clima e dei fitti boschi, spunta nei periodi che vanno da maggio a giugno, o da fine estate al primo autunno, il suo sapore delicato lo rende perfetto per la realizzazione di piatti diversi: cotto in padella con aglio ed olio, come condimento per i primi piatti e spesso viene tagliato in fette sottili e fatto seccare al sole.
- Le castagne, gran parte del territorio di Norma (di media montagna) è coltivata a castagno che in autunno produce una gran quantità di castagne.
- La zuppa di pane e fagioli piatto della tradizione contadina che aveva anche il compito di sfamare i braccianti nei campi durante le lunghe giornate di lavoro. Il pane raffermo e tostato veniva dispondo in strati in una pentola e poi cosparso dai fagioli in umido, il tutto veniva coperto e legato da un camovaccio che oltre a mantenere caldo il pasto permetteva di poterlo trasportare fino al posto di lavoro.
- Il "pallocco" è un piatto locale fatto da fave secche,farina di mais,aglio e olio. Il tutto viene impastato insieme e versato su padella ben calda fino al rassodamento dell'impasto. A fine cottura si presenta come una pizza molto spessa e croccante che veniva consumato sia come piatto unico che come accompagnamento a verdure di stagione.

Dolci tipici
- Le caldarroste, castagne cotte lentamente e a fuoco diretto, utilizzando le tipiche padelle forate, vengono arrostite con una tecnica ed un rito particolare, facendole riposare e stufare sotto le felci, e a cottura ultimata vengono messe nei cosiddetti "manicuti", ovvero cesti di vimini.
- Il cioccolato prodotto nella Fabbrica del cioccolato di Norma, venduto in tutto il mondo.
- La torta di ricotta è un dolce soffice, semplice e genuino a base di uova, zucchero, farina, con ricotta fresca nell’impasto, l’ingrediente principe che le regala una consistenza morbida e soffice.
- "L'intajato" è un pane dolce che ricorre con la Pasqua ed è fatto da lievito di birra, latte,semi di anice, farina, uova e zucchero.
- le "Ciammelle Crescite" sono ciambelle che si realizzano il venerdì' santo per il giorno di Pasqua, la tradizione voleva infatti che tutti i dolci realizzati il venerdì non potevano essere degustati se non prima benedetti direttamente dal parroco locale il giorno di Pasqua. Si presentano simile a l'Intajato ma molto più soffici e senza i semi anice, infatti la ricetta prevede lievito madre, farina, uova, zucchero e latte.

## Economia
Di seguito la tabella storica elaborata dall'Istat a tema Unità locali, intesa come numero di imprese attive, ed addetti, intesi come numero addetti delle unità locali delle imprese attive (valori medi annui).
|        | 2015                  |                              |                            |                |                       |                     | 2014                  |                | 2013                  |                |
| ------ | --------------------- | ---------------------------- | -------------------------- | -------------- | --------------------- | ------------------- | --------------------- | -------------- | --------------------- | -------------- |
|        | Numero imprese attive | % Provinciale Imprese attive | % Regionale Imprese attive | Numero addetti | % Provinciale Addetti | % Regionale Addetti | Numero imprese attive | Numero addetti | Numero imprese attive | Numero addetti |
| Norma  | 162                   | 0,41%                        | 0,04%                      | 299            | 0,24%                 | 0,02%               | 169                   | 278            | 177                   | 285            |
| Latina | 39.304                |                              | 8,43%                      | 122.198        |                       | 7,75%               | 39.446                | 120.897        | 39.915                | 123.310        |
| Lazio  | 455.591               |                              |                            | 1.539.359      |                       |                     | 457.686               | 1.510.459      | 464.094               | 1.525.471      |

Nel 2015 le 162 imprese operanti nel territorio comunale, che rappresentavano lo 0,41% del totale provinciale (39.304 imprese attive), hanno occupato 299 addetti, lo 0,24% del dato provinciale (122.198 addetti); in media, ogni impresa nel 2015 ha occupato poco meno di due persone (1,85).

## Amministrazione
Nel 1934 passa dalla provincia di Roma, alla nuova provincia di Littoria, costituita dal governo fascista dell'epoca.
| Periodo          | Periodo         | Primo cittadino      | Partito        | Carica                  | Note  |
| ---------------- | --------------- | -------------------- | -------------- | ----------------------- | ----- |
| 31 maggio 1985   | 25 maggio 1990  | Mario Cassoni        | PCI            | Sindaco                 |       |
| 25 maggio 1990   | 23 aprile 1995  | Mario Cassoni        | PCI            | Sindaco                 |       |
| 23 aprile 1995   | 13 giugno 1999  | Mario Cassoni        | PDS            | Sindaco                 |       |
| 13 giugno 1999   | 12 giugno 2004  | Mario Cassoni        | DS             | Sindaco                 |       |
| 12 giugno 2004   | 21 ottobre 2005 | Fabrizio De Angelis  | centrosinistra | Sindaco                 | [ 7 ] |
| 28 dicembre 2005 | 28 maggio 2006  | Maria Maglione       |                | Commissario Prefettizio |       |
| 28 maggio 2006   | 15 maggio 2011  | Sergio Mancini       | centrodestra   | Sindaco                 |       |
| 15 maggio 2011   | 6 giugno 2016   | Sergio Mancini       | centrodestra   | Sindaco                 |       |
| 6 giugno 2016    | 4 ottobre 2021  | Gianfranco Tessitori | centrosinistra | Sindaco                 |       |
| 4 ottobre 2021   | in carica       | Andrea Dell'Omo      | Lista civica   | Sindaco                 |       |

### Altre informazioni amministrative
- Fa parte della comunità montana dei Monti Lepini Ausoni.

## Sport

### Calcio
La principale squadra di calcio della città è l'A.S.D. Norma 1959 che milita nel girone I laziale di 2ª Categoria. È nata nel 1959 e attualmente gioca nello stadio di Norma in Via Colle Catilina.

### Parapendio
Norma è tra i migliori siti di lancio per il parapendio nel Lazio, più precisamente dal parco archeologico di Norba.

### Arrampicata su roccia
Sul territorio di Norma sono presenti diverse falesie tra cui la stessa "rave" del centro storico dove praticare l'arrampicata su roccia.
In particolare troviamo la falesia di "Placche rosse" situata lungo la via Norbana.La falesia "Gola dei venti" lungo la provinciale Norma-Cori.La Falesia "Cerro Torre" nei pressi della localita Antenne e la su detta falesia "Rave" lungo la bellissima rupe che contraddistingue il paese.
In particolare qui l'arrampicata su calcare compatto e tipicamente rosso, si presenta tecnica e divertente con prevalenza di vie di placca anche impegnativa che spazia dai gradi più semplici fino a agli 8a richiamando climbers dal circondario e dalla capitale.

### Escursioni
Nel comune di Norma è possibile prenotare delle escursioni in mountain bike o facendo trekking.

### Equitazione
Il Centro Ippico "Tornado" a Norma è affiliato ACSI, comprende un club house dove poter mangiare, 48 box per cavalli, due campi in sabbia ed un tondino. Vi è inoltre il servizio pensione per cavalli. All'interno del centro ippico si trova un'area pic-nic, barbecue e parco giochi. Oltre ad avere una fattoria, il centro svolge attività di equitazione e trekking (con cavalli pony e super pony) e passeggiate con calesse. Il periodo migliore per la visita è da marzo a ottobre.

### Complesso Sportivo "San Giovanni"
Il complesso sportivo ospita una palestra polivalente, piscine pubbliche con scivoli, bar e spogliatoi, un campo da calcio a 5 e un palazzetto dello sport. Il tutto vicino al parco pubblico comunale che a sua volta ha un campo da basket, un campo da pallavolo, un campo da calcio.

### Skate
Il comune di Norma è provvisto di uno skatepark nel parco pubblico accessibile a tutte le ore gratuitamente.

### Tennis
È presente anche un club privato di tennis nel paese.